# 烏柳姆縣

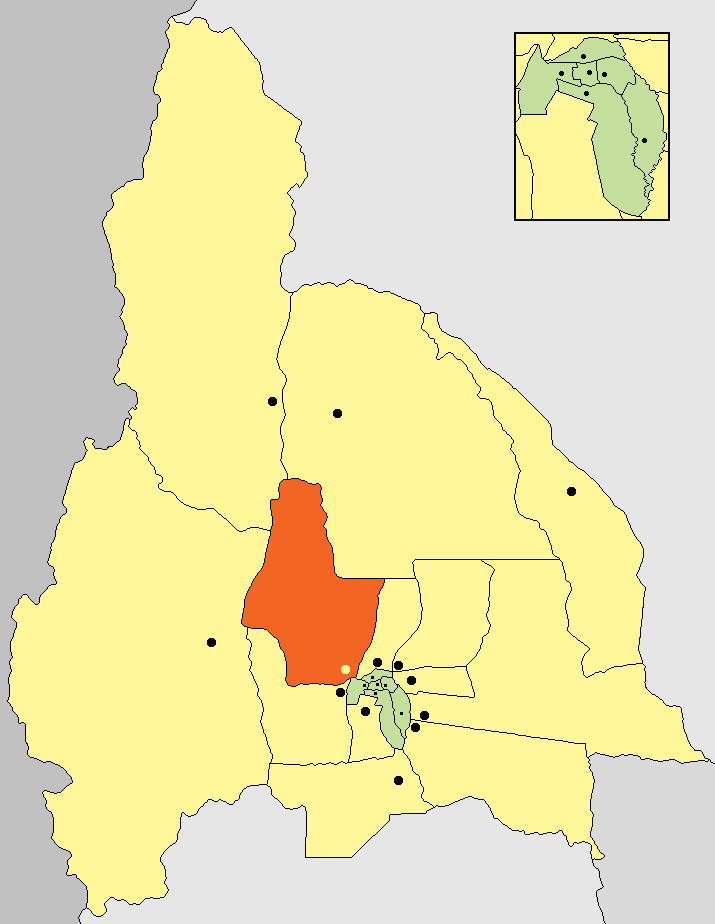

烏柳姆縣（西班牙語：Departamento Ullum），是阿根廷的縣份，位於該國西部聖胡安省，首府設於伊瓦涅斯鎮，始建於1913年12月23日，面積4,397平方公里，2010年人口4,886，人口密度每平方公里1.11人。
31°25′S 68°43′W / 31.417°S 68.717°W